# Dueños del paraíso
Dueños del paraíso es una telenovela chilena producida por Telemundo Studios en coproducción con Televisión Nacional de Chile, para Telemundo y TVN, escrita por Pablo Illanes y grabada en Miami, Florida y Santiago de Chile, ambientada en la época de los años 1970.
Protagonizada por Kate del Castillo, Jorge Zabaleta y José María Torre, con las participaciones antagónicas de Miguel Varoni, Margarita Muñoz, Ximena Duque y Juan Pablo Llano y las actuaciones especiales de Tony Dalton y Guillermo Quintanilla y la primera actriz  Adriana Barraza.
La producción comenzó sus grabaciones en septiembre de 2014.

## Argumento
Dueños del paraíso relata la historia de Anastasia Cardona (Kate del Castillo), una mujer marcada por la violencia y cuya ambición la lleva a usar el narcotráfico como medio para convertirse en una de las mujeres más poderosas de su tiempo. Anastasia encontrará en los negocios ilícitos de su marido, el empresario Nataniel Cardona (Guillermo Quintanilla) la riqueza que siempre soño y conocerá los sinsabores de la traición y la imposibilidad de vivir el verdadero amor. En el camino con la ayuda de Renato Maldonado (Tony Dalton), su guardaespaldas, encontrara un amor imposible, el de Conrado (Jorge Zabaleta), un chileno que se hacer llama un Honrado, pero oculta un gran secreto.

## Elenco
- Kate del Castillo como Anastasia Medrano de Cardona / Muriel Cabrera
- Jorge Zabaleta como Conrado San Miguel
- José María Torre como Adán Romero
- Miguel Varoni como Leandro Quezada
- Adriana Barraza como Irene Vda. de Medrano
- Guillermo Quintanilla como Nataniel Cardona / Elías Cabrera
- Tony Dalton como Renato Maldonado
- Alberto Jiménez como Salvador Ferrada
- Ximena Duque como Erica San Miguel
- Geraldine Bazán como  Verónica Elizalde de Romero
- Sofía Lama como Silvana Cardona
- Tiago Correa como Marío Alejandro Esparza
- Juan Pablo Llano como Ignacio Elizondo
- Andrea López como Analía Menchaca de Esparza
- Margarita Muñoz como Gina Bianchi / Beatriz González
- María Elena Swett como Vanessa Esparza
- María Luisa Flores como Paola Quezada
- Gabriel Valenzuela como José Carlos Quezada
- Pepe Gámez como Elías Cardona
- Jorge Hernández como Saúl Benavides
- Ariel Texido como Mauricio Riquelme
- Daniela Wong como Luciana "la Lu" Romero Elizalde
- Maxi Iglesias como Chad Mendoza
- Alberto Mateo como Sergio Di Franco
- Santiago Tupper como Jorge Alemparte
- Yuly Ferreira como Daisy Muñoz
- Dayana Garroz como Rita Corona
- Ana Osorio como Daytona Durán
- Adrián Mas como Arturo Gonzalvez
- Beatriz Monroy como Modesta Flores
- Rachel Vallori
- Coca Guazzini como Felisa Menchaca
- Juan José Gurruchaga como El Litre
- Manuel Sevilla
- Diego Muñoz como Gerardo Casanegra
- María Carolina Ramírez
- María del Pilar Pérez
- Soledad Cruz como Yenny González
- Juana Díaz como Inés Irrazabal

### Invitados
- Carlos Acosta-Milian como  Doctor Molina
- Patricio Achurra como Orlando Olavarría
- Roberto Huicochea como Hipólito Regalado
- Rubén Darío Guevara como Frank
- Samir Succar como Lagarto
- Natalia Barreto como Lidia Campos
- Roberto San Martín como Ronnie Zamora
- Arnoldo Pipke como Bob Venegas
- Fernando Kliche